# زنفتنباخ
زنفتنباخ (به آلمانی: Senftenbach) یک منطقهٔ مسکونی در اتریش است که در ناحیه راید ایم اینکرایس واقع شده‌است. زنفتنباخ ۱۰ کیلومتر مربع مساحت دارد ۴۱۴ متر بالاتر از سطح دریا واقع شده‌است.